# نظام أباد (برخوار المركزي)
نظام أباد (بالفارسية: نظام‌آباد) هي قرية تقع في إيران في قسم برخوار المرکزي الريفي.